# Klaus Eulenberger (Mediziner)
Klaus Eulenberger (* 13. November 1943 in Limbach) ist ein deutscher Veterinärmediziner. Er war von 1990 bis 2009 Cheftierarzt des Zoos Leipzig und trat in dieser Funktion auch in mehr als 300 Episoden der Zoo-Doku-Soap Elefant, Tiger & Co. des MDR Fernsehens auf.

## Leben
Nach seinem Abitur in Limbach-Oberfrohna (1962) absolvierte Eulenberger eine Ausbildung zum Zootierpfleger im Thüringer Zoopark Erfurt, welche er 1964 mit dem Facharbeiterabschluss beendete. Im Anschluss an diese Ausbildung nahm er ein Studium der Veterinärmedizin an der Veterinärmedizinischen Fakultät der Universität Leipzig auf, welches er 1970 mit einer Arbeit zum Thema „Krankheiten der Elefanten und Unpaarhufer (Literaturstudie)“ als Diplomveterinärmediziner erfolgreich abschloss. Im Folgejahr erhielt er seine tierärztliche Approbation und begann eine Tätigkeit als Assistent an der Ambulatorischen und Geburtshilflichen Tierklinik der Universität Leipzig auf. Zeitgleich zu diesem Posten, den er später als Oberassistent bis 1990 ausübte, war er auch in ehrenamtlicher Funktion für die tierärztliche Betreuung des Zoologischen Gartens Leipzigs zuständig.
1973 schloss Eulenberger seine Promotion A mit einer Dissertation zum „Hämogramm und Vitamin A- und Karotinblutspiegel bei Großkatzen“ ab und wurde zum Dr. med. vet. promoviert. Von 1973 bis 1990 war er Mitglied des Arbeitskreises Zuchthygiene der Wissenschaftlichen Gesellschaft für Veterinärmedizin der DDR, absolvierte zwischen 1974 und 1976 ein Postgraduales Studium, das er als Fachtierarzt für Rinder abschloss. Von 1980 bis 1990 leitete er die Forschungsgruppe „Fortpflanzung Rind“ der Veterinärmedizinischen Fakultät der Universität. Während dieser Zeit vollendete er 1984 seine Promotion B (entspricht etwa einer Habilitation) zum Thema „Physiologische und pathophysiologische Grundlagen zur Steuerung des Puerperiums beim Rind“ und erhielt seine Facultas Docendi.
1990 beendete Eulenberger seine Tätigkeit als Oberassistent an der Ambulatorischen und Geburtshilflichen Tierklinik sowie Leiter der Forschungsgruppe „Fortpflanzung Rind“ der Veterinärmedizinischen Fakultät der Universität Leipzig und wurde Cheftierarzt des Zoo Leipzig. 1992 schloss er seine Weiterbildung zum Fachtierarzt für Zoo-, Gehege- und Wildtiere ab und wurde Mitglied des Wissenschaftlichen Beirats des Leibniz-Instituts für Zoo- und Wildtierforschung in Berlin. Diese Funktion übte er bis zum Jahr 2000 aus. 1994 bestellte ihn die Universität Leipzig zum Honorarprofessor für Heim- und Zootiere. Von 1996 bis 1998 wirkte er als Gründungspräsident der European Association of Zoo and Wildlife Veterinarians und erhielt 1997 die Weiterbildungsbefugnis für das Fach Zoo-, Gehege- und Wildtiere. Seit 2000 ist Eulenberger Mitglied des wissenschaftlichen Beirates der Deutschen tierärztlichen Wochenschrift.
Ende 2009 beendete Klaus Eulenberger seine Arbeit als Cheftierarzt des Leipziger Zoos. Nach dem Eintritt in den Ruhestand war er weiterhin als Berater für die Universität Leipzig, die Naturschutzstation Eschefeld und den Tierpark Limbach-Oberfrohna tätig. 2011 übernahm er eine Krankheitsvertretung im Leipziger Zoo, in diese Zeit fiel auch die Einschläferung von Oppossumweibchen Heidi.

## Auszeichnungen
- 2002: Sächsische Tierschutz-Medaille[5]
- 2019: Ehrenbürger der Stadt Limbach-Oberfrohna[6]
- 2024: Sächsische Verfassungsmedaille[5]

## Schriften (Auswahl)
- Untersuchungen zur Hämatologie (Vitamin-A-Serumgehalt und Hämogramm) und Klinik von Vitaminmangelerkrankungen bei Sibirischen Tigern, Löwen und anderen Feliden des Leipziger Zoologischen Gartens (Dissertation), Leipzig, 1973.
- Physiologische und pathophysiologische Grundlagen für Maßnahmen zur Steuerung des Puerperiums beim Rind. (Habilitation), Leipzig 1984.
- mit Goetz Hildebrandt, Kai Perret, Jörg Junhold, Jörg Luy: Individualschutz contra Arterhaltung: das Dilemma der überzähligen Zootiere, Schüling-Verlag, Münster 2012.